# Antoinette VI
O Antoinette VI, foi um protótipo de um monoplano, monomotor francês construído pela Antoinette em 1909.

## Histórico
O Antoinette VI era um avião de asa alta que voou pela primeira vez em 1909. Ele era um desenvolvimento do Antoinette IV, sendo o seu maior avanço o uso de ailerons verdadeiros, visto que os modelos anteriores tinham ailerons montados como superfícies separadas no bordo de fuga das asas. Apesar disso, Levavasseur não estava satisfeito com essa inovação, e mais tarde modificou o modelo para usar um sistema de arqueamento de asas, similar ao usado no Antoinette V.